# Die RTL Comedy Woche
Die RTL Comedy Woche war eine von RTL ausgestrahlte Comedy-Show, deren Pilotstaffel am 20. April 2012 begann und insgesamt sechs Folgen lang lief. Die tragenden Köpfe der Sendung waren Atze Schröder, Bülent Ceylan, Dieter Nuhr, Eckart von Hirschhausen und Paul Panzer; außerdem waren weitere Komiker zu Gast.

## Konzept
Angelehnt an das Genre der Nachrichtensatire stehen die fünf (in den letzten Folgen nur noch vier) Moderatoren an einem Nachrichtentisch und kommentieren satirisch die Ereignisse der Woche mithilfe von Einspielfilmen. In einigen Sendungen gab es einen weiblichen Gast.

## Quoten
In der folgenden Tabelle sind die Einschaltquoten der einzelnen Folgen bei ihrer Erstausstrahlung dargestellt.
| Episode | Datum         | Quoten (ab 3 J.) in Mio. | Marktanteil (ab 3 J.) | Quoten (14–49 J.) in Mio. | Marktanteil (14–49 J.) |
| ------- | ------------- | ------------------------ | --------------------- | ------------------------- | ---------------------- |
| 01      | 20. Apr. 2012 | 3,12                     | 12,6 %                | 1,75                      | 16,9 %                 |
| 02      | 27. Apr. 2012 | 2,62                     | 11,3 %                | 1,46                      | 15,3 %                 |
| 03      | 4. Mai 2012   | 2,52                     | 11,0 %                | 1,45                      | 15,4 %                 |
| 04      | 11. Mai 2012  | 2,16                     | 9,3 %                 | 1,20                      | 12,7 %                 |
| 05      | 18. Mai 2012  | 2,03                     | 8,7 %                 | 1,13                      | 11,8 %                 |
| 06      | 25. Mai 2012  | 1,75                     | 8,4 %                 | 0,96                      | 11,3 %                 |